# Associazione Calcio Sora 1933-1934
Questa pagina raccoglie i dati riguardanti  l'Associazione Sportiva Sora nelle competizioni ufficiali della stagione 1933-1934.

## Rosa
| N. |                   | Ruolo | Calciatore          |
| -- | ----------------- | ----- | ------------------- |
|    | Italia (bandiera) | A     | Alessandro Andreini |
|    | Italia (bandiera) | C     | Dante Corengia      |
|    | Italia (bandiera) | D     | De Bellis           |
|    | Italia (bandiera) | C     | Vasco Donadoni      |
|    | Italia (bandiera) | D     | Favorito            |
|    | Italia (bandiera) | D     | Bruno Gambarelli    |
|    | Italia (bandiera) | A     | Keppi               |
|    | Italia (bandiera) | C     | Rolando Leppe       |

| N. |                   | Ruolo | Calciatore             |
| -- | ----------------- | ----- | ---------------------- |
|    | Italia (bandiera) | A     | Giorgio Flory Marcelli |
|    | Italia (bandiera) | D     | Attilio Mattei         |
|    | Italia (bandiera) | P     | Alberto Pizzetti       |
|    | Italia (bandiera) | P     | Poggi                  |
|    | Italia (bandiera) | A     | Francesco Rastelli     |
|    | Italia (bandiera) | D     | Francesco Riviera      |
|    | Italia (bandiera) | C     | Salvatore Salvetti     |
|    | Italia (bandiera) | D     | Umberto Terrazzano     |